# Liste der Monuments historiques in Neuvy (Marne)
Die Liste der Monuments historiques in Neuvy führt die Monuments historiques in der französischen Gemeinde Neuvy auf.

## Liste der Objekte
| Bezeichnung                   | Beschreibung                                                                                                   | Standort                     | Kennzeichnung | Schutzstatus | Datum | Bild |
| ----------------------------- | --- | ---------------------------- | ------------- | ------------ | ----- | ---- |
| Marienaltar                   | linker Seitenaltar; Altartisch, Tabernakel, Retabel, Marienskulptur und Wandvertäfelung; Holz, 18. Jahrhundert | in der Kirche St-Remi (Lage) | PM51003656    | Inscrit      | 1996  |      |
| Skulptur Heiliger Rochus      | Stein, 17. Jahrhundert                                                                                         | in der Kirche St-Remi (Lage) | PM51003657    | Inscrit      | 1996  |      |
| Skulptur Madonna mit Kind (1) | Holz, 17. Jahrhundert                                                                                          | in der Kirche St-Remi (Lage) | PM51003660    | Inscrit      | 1996  |      |
| Skulptur Heiliger Remigius    | Stein, 17. Jahrhundert                                                                                         | in der Kirche St-Remi (Lage) | PM51003658    | Inscrit      | 1996  |      |
| Pietà                         | mit Baldachin; Holz oder Stein, nicht datiert                                                                  | in der Kirche St-Remi (Lage) | PM51003393    | Inscrit      | 1998  |      |
| Skulptur Madonna mit Kind (2) | Holz, 16. Jahrhundert                                                                                          | in der Kirche St-Remi (Lage) | PM51003659    | Inscrit      | 1996  |      |
| Skulptur Heiliger Patroklus   | Holz oder Stein, nicht datiert                                                                                 | in der Kirche St-Remi (Lage) | PM51003394    | Inscrit      | 1998  |      |